# Castell de Tírvia
El Castell de Tírvia és un edifici de Tírvia (Pallars Sobirà) declarada Bé Cultural d'Interès Nacional.

## Descripció
El castell de Tírvia estava situat en el solar que actualment ocupa l'església de Sant Feliu. Alguns dels murs conservats al voltant d'aquesta podrien correspondre a l'antic recinte emmurallat.

## Història
Castell termenat. Documentat el 1225.